# NGC 4747
NGC 4747 este o interacțiune de galaxii situată în constelația Părul Berenicei. A fost descoperită în 6 aprilie 1785 de către William Herschel. Se află la o distanță de 8,2 megaparseci de Pământ.